# Arturo Morelli
Arturo Morelli (Voghiera, 4 gennaio 1930) è un ex calciatore italiano, di ruolo difensore.

## Carriera
Dal 1947 al 1949 ha giocato in Serie B con la SPAL; dopo una stagione in prestito alla Mestrina, ha giocato per quattro stagioni in Serie A con Udinese e Legnano.

## Palmarès

### Club

#### Competizioni nazionali
- Serie B: 1

Udinese: 1955-1956